# Championnat d'Israël de football 1992-1993
Navigation
Championnat d'Israël 1991-1992 Championnat d'Israël 1993-1994
Le Championnat d'Israël de football 1992-1993 est la 41e édition de ce championnat.

## Classement[1]
| Rang | Équipe                 | Pts | J  | G  | N  | P  | Bp | Bc | Diff |
| ---- | ---------------------- | --- | -- | -- | -- | -- | -- | -- | ---- |
| 1    | Betar Jérusalem        | 71  | 33 | 22 | 5  | 6  | 64 | 38 | +26  |
| 2    | Maccabi Tel-Aviv       | 62  | 33 | 18 | 8  | 7  | 74 | 36 | +38  |
| 3    | Bnei Yehoudah          | 56  | 33 | 17 | 5  | 11 | 66 | 57 | +9   |
| 4    | Hapoël Beer-Sheva      | 54  | 33 | 15 | 9  | 9  | 52 | 36 | +16  |
| 5    | Maccabi Haïfa          | 47  | 33 | 12 | 11 | 10 | 55 | 46 | +9   |
| 6    | Hapoël Tsafririm Holon | 44  | 33 | 13 | 5  | 15 | 49 | 49 | 0    |
| 7    | Hapoël Haïfa           | 40  | 33 | 11 | 7  | 15 | 42 | 51 | -9   |
| 8    | Maccabi Netanya        | 39  | 33 | 11 | 6  | 16 | 35 | 57 | -22  |
| 9    | Hapoël Tel-Aviv        | 38  | 33 | 10 | 8  | 15 | 52 | 64 | -12  |
| 10   | Maccabi Petah-Tikvah   | 38  | 33 | 9  | 11 | 13 | 43 | 55 | -12  |
| 11   | Hapoël Petah-Tikvah    | 36  | 33 | 10 | 6  | 17 | 41 | 44 | -3   |
| 12   | Beitar Tel-Aviv        | 25  | 33 | 6  | 7  | 20 | 28 | 68 | -40  |

|  | Champion              |
|  | Barrage de relégation |
|  | Relégué               |

## Barrages de relégation
| 1993 | Maccabi Jaffa (D2) | 0-3 | Maccabi Petah-Tikvah (D1) |  |  |
|      |                    |     |                           |  |  |

| 1993 | Maccabi Petah-Tikvah (D1) | 2-1 | Maccabi Jaffa (D2) |  |  |
|      |                           |     |                    |  |  |

## Bilan de la saison
| Tableau d'Honneur                |                 |
| Compétition                      | Vainqueur       |
| Championnat d'Israël de football | Betar Jérusalem |
| Coupe d'Israël de football       | Maccabi Haïfa   |

| Promotions et relégations |                                              |
| Relégués en Liga Leumit   | Beitar Tel-Aviv                              |
| Promus en Ligat ha'Al     | Maccabi Herzliya MS Ashdod Hapoël Kfar Sabah |